# Eugenio Castellotti
Eugenio Castellotti (* 10. Oktober 1930 in Lodi; † 14. März 1957 in Modena) war ein italienischer Automobilrennfahrer.

## Karriere

### Erfolgreicher Amateur bei den Sportwagen
Als wohlhabender Landbesitzer kaufte sich Castellotti bereits 1950 einen Ferrari-Sportwagen, um mit großem Enthusiasmus an nationalen Sportwagenrennen in den beiden folgenden Jahren teilzunehmen.
1952 begann sich dies auch in Siegen für ihn auszuzahlen: Er gewann den Gold Cup von Sizilien, den „Circuito di Senigallia“ und den Sportwagen-Grand-Prix von Portugal. Auch der zweite Platz beim Grand Prix von Monaco, der 1952 nur für Sportwagen ausgeschrieben war, fand internationale Beachtung.

### Aufnahme bei Lancia
Daher verpflichtete ihn das Lancia-Sportwagenteam, für das er 1953 erstmals bei der Carrera Panamericana in Südamerika startete. Bei diesem Debüt gelang ihm der dritte Rang hinter dem dominierenden Juan Manuel Fangio und Piero Taruffi. Im gleichen Jahr gewann er für Lancia sowohl das 10-Stunden-Rennen von Messina und die italienische Bergrennen-Meisterschaft.
Dank dieser guten Resultate berücksichtigte ihn Lancia ebenfalls für das Formel-1-Projekt für die Formel-1-Saison 1954.
Alle Wagen wurden jedoch sehr spät fertiggestellt, so dass Eugenio Castellotti zu seinem ersten Start auf einem Monoposto erst zum Beginn des Frühjahrs 1955 kam. Bei der nicht zur Weltmeisterschaft zählenden Generalprobe, dem Grand Prix de Pau, wurde er Zweiter, noch vor seinen Teamkollegen Luigi Villoresi und Alberto Ascari, den mechanische Probleme zurückgeworfen hatten. Beim Grand Prix von Monaco erzielte er ebenfalls den zweiten Platz. Einige Tage später kam Ascari bei Testfahrten mit einem privaten Ferrari-Sportwagen ums Leben, woraufhin sich dessen Freund und Förderer Villoresi sowohl vom Motorsport als auch vom Lancia-Projekt zurückzog.
Dem sowohl talentierten wie Monoposto-unerfahrenen Castellotti fiel damit unerwartet die Starfahrerrolle zu, die er mit guten Ergebnissen und dem Drängen auf die Teamleitung auch weiterhin trotz geringer finanzieller Mittel, um Rennen zu bestreiten, ausfüllte. Im Endklassement erreichte er den dritten Platz.
Zum Ende des Jahres „stampfte“ Lancia wie erwartet das Projekt ein. Die legendären D50 übereignete man Enzo Ferrari, der diese Erbmasse in Ermangelung eigener überzeugender Entwürfe gern entgegennahm.

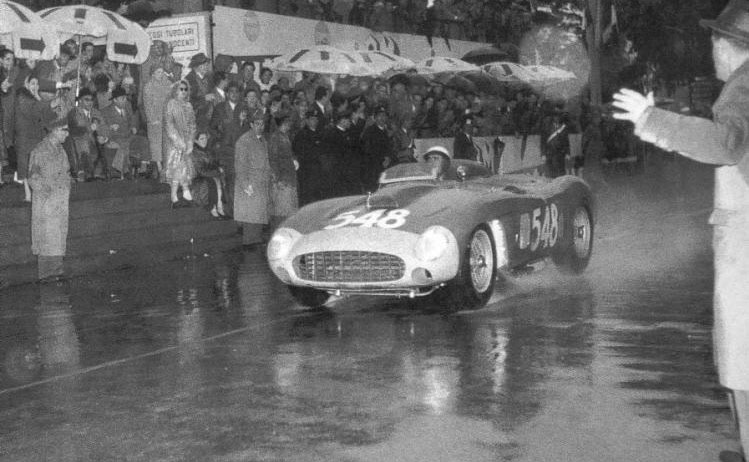
Castellotti auf Ferrari 290MM bei der Mille Miglia 1956

### „Übernahme“ durch Ferrari
Castellotti war dadurch nahezu automatisch zu einem Angehörigen des Ferrari-Teams geworden. Doch wie in vielen anderen Jahren war die Scuderia durch eine Vielzahl von gemeldeten Fahrern derartig „aufgebläht“, dass Castellotti sich lieber auf Sportwagenrennen konzentrierte. Überaus erfolgreich gewann er nun die berühmte Mille Miglia 1956 und das 12-Stunden-Rennen von Sebring in Florida.
Sein „Highlight“ während der Formel-1-Saison 1956 war der zweite Platz hinter seinem Teamkollegen Peter Collins beim Grand Prix von Frankreich in Reims. Beim Großen Preis von Italien in Monza schied er jedoch durch einen Reifenschaden nach einem Duell mit Luigi Musso aus, der ebenfalls einen Ferrari steuerte. Dennoch belegte er in der Endabrechnung jenes Jahres Rang sechs.

### Privatleben und Tod
Anfang 1957 stand Castellotti mehr im Blickpunkt der italienischen Boulevardpresse als in den nationalen Rennsport-Gazetten: Seine Liebesaffäre mit dem italienischen Film- und Fernsehstar Delia Scala war ein „gefundenes Fressen“ für die Magazine und die Öffentlichkeit.
Während eines Urlaubs in Florenz rief ihn Enzo Ferrari in die Unternehmenszentrale nach Modena zurück, damit er etwas gegen den neuen inoffiziellen Rundenrekord der Hausstrecke unternehmen konnte, den Jean Behra mit einem Fahrzeug der nationalen Konkurrenz, dem neuesten Maserati 250F, erzielt hatte.

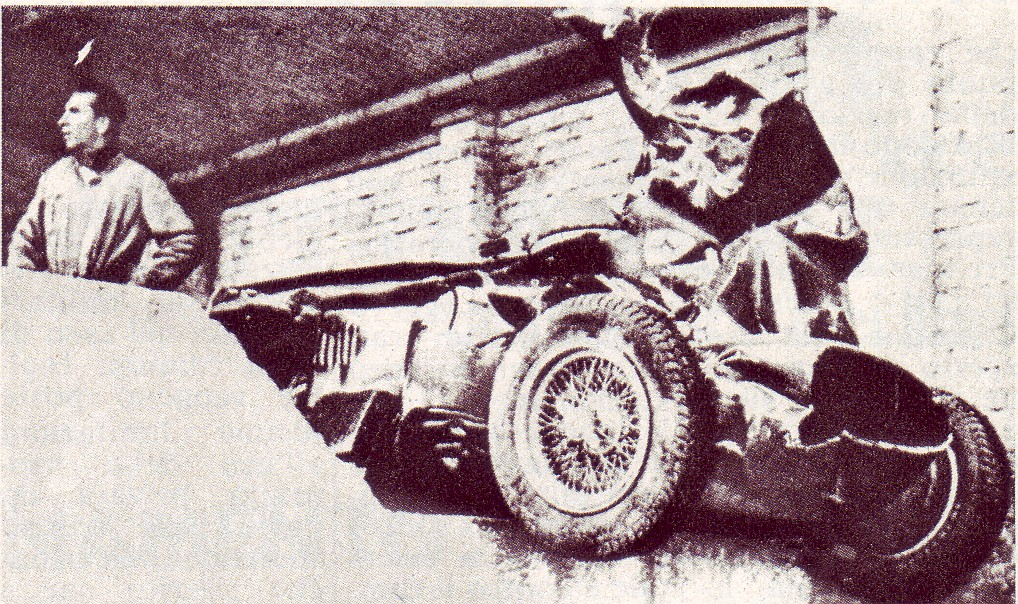
Das Wrack von Castellottis Wagen nach dem tödlichen Unfall

Bereits auf seiner dritten Runde auf dem Aerautodromo di Modena verlor Castellotti in der S-Kurve am Ende der Start-Ziel-Gerade die Kontrolle über seinen Ferrari 801. Der Wagen überschlug sich und prallte gegen eine kleine Betontribüne, wobei Castellotti aus dem Fahrzeug geschleudert wurde und sofort den Tod fand. Als Unglücksursache wurde ein Fahrfehler beim Herunterschalten vermutet.
Mit ihm verlor Italien erneut einen vielseitigen und talentierten Fahrer der jüngeren Generation, was sich insbesondere zu Beginn der 1960er-Jahre bemerkbar machte, als nur noch wenige Fahrer der großen Rennsport-Nation in die absolute Spitze vorstoßen konnten.

## Statistik

### Statistik in der Automobil-Weltmeisterschaft

#### Gesamtübersicht
| Saison | Team             | Chassis                 | Motor          | Rennen | Siege | Zweiter | Dritter | Poles | schn. Rennrunden | Punkte | WM-Pos. |
| ------ | ---------------- | ----------------------- | -------------- | ------ | ----- | ------- | ------- | ----- | ---------------- | ------ | ------- |
| 1955   | Scuderia Lancia  | Lancia D50              | Lancia 2.5 V8  | 3      | −     | 1       | −       | −     | −                | 12     | 3.      |
| 1955   | Scuderia Ferrari | Ferrari 625F1           | Ferrari 2.5 L4 | 2      | −     | −       | −       | 1     | −                | 12     | 3.      |
| 1955   | Scuderia Ferrari | Ferrari 555 Supersqualo | Ferrari 2.5 L4 | 1      | −     | −       | 1       | −     | −                | 12     | 3.      |
| 1956   | Scuderia Ferrari | Ferrari D50             | Ferrari 2.5 V8 | 7      | −     | 1       | −       | −     | −                | 7,5    | 6.      |
| 1957   | Scuderia Ferrari | Ferrari 801             | Ferrari 2.5 V8 | 1      | −     | −       | −       | −     | −                | −      | NC      |
| Gesamt | Gesamt           | Gesamt                  | Gesamt         | 14     | −     | 2       | 1       | 1     | −                | 19,5   |         |

#### Einzelergebnisse
| Saison | 1 | 2 | 3   | 4 | 5  | 6   | 7 | 8 |
| ------ | - | - | --- | - | -- | --- | - | - |
| 1955   |   |   |     |   |    |     |   |   |
| DNF    | 2 |   | DNF | 5 | 6  | 3   |   |   |
| 1956   |   |   |     |   |    |     |   |   |
| DNF    | 4 |   | DNF | 2 | 10 | DNF | 8 |   |
| 1957   |   |   |     |   |    |     |   |   |
| DNF    |   |   |     |   |    |     |   |   |

| Legende  | Legende            | Legende                                                          |
| Farbe    | Abkürzung          | Bedeutung                                                        |
| -------- | ------------------ | ---------------------------------------------------------------- |
| Gold     | –                  | Sieg                                                             |
| Silber   | –                  | 2. Platz                                                         |
| Bronze   | –                  | 3. Platz                                                         |
| Grün     | –                  | Platzierung in den Punkten                                       |
| Blau     | –                  | Klassifiziert außerhalb der Punkteränge                          |
| Violett  | DNF                | Rennen nicht beendet (did not finish)                            |
| Violett  | NC                 | nicht klassifiziert (not classified)                             |
| Rot      | DNQ                | nicht qualifiziert (did not qualify)                             |
| Rot      | DNPQ               | in Vorqualifikation gescheitert (did not pre-qualify)            |
| Schwarz  | DSQ                | disqualifiziert (disqualified)                                   |
| Weiß     | DNS                | nicht am Start (did not start)                                   |
| Weiß     | WD                 | zurückgezogen (withdrawn)                                        |
| Hellblau | PO                 | nur am Training teilgenommen (practiced only)                    |
| Hellblau | TD                 | Freitags-Testfahrer (test driver)                                |
| ohne     | DNP                | nicht am Training teilgenommen (did not practice)                |
| ohne     | INJ                | verletzt oder krank (injured)                                    |
| ohne     | EX                 | ausgeschlossen (excluded)                                        |
| ohne     | DNA                | nicht erschienen (did not arrive)                                |
| ohne     | C                  | Rennen abgesagt (cancelled)                                      |
| ohne     | keine WM-Teilnahme |                                                                  |
| sonstige | P/fett             | Pole-Position                                                    |
| sonstige | 1/2/3/4/5/6/7/8    | Punktplatzierung im Sprint-/Qualifikationsrennen                 |
| sonstige | SR/kursiv          | Schnellste Rennrunde                                             |
| sonstige | *                  | nicht im Ziel, aufgrund der zurückgelegten Distanz aber gewertet |
| sonstige | ()                 | Streichresultate                                                 |
| sonstige | unterstrichen      | Führender in der Gesamtwertung                                   |

### Le-Mans-Ergebnisse
| Jahr | Team             | Fahrzeug      | Teamkollege    | Platzierung | Ausfallgrund |
| ---- | ---------------- | ------------- | -------------- | ----------- | ------------ |
| 1955 | Scuderia Ferrari | Ferrari 121LM | Paolo Marzotto | Ausfall     | Motorschaden |

### Sebring-Ergebnisse
| Jahr | Team             | Fahrzeug          | Teamkollege        | Platzierung | Ausfallgrund |
| ---- | ---------------- | ----------------- | ------------------ | ----------- | ------------ |
| 1954 | Scuderia Lancia  | Lancia D24        | Juan Manuel Fangio | Ausfall     | Differential |
| 1956 | Scuderia Ferrari | Ferrari 860 Monza | Juan Manuel Fangio | Gesamtsieg  |              |

### Einzelergebnisse in der Sportwagen-Weltmeisterschaft
| Saison | Team                       | Rennwagen                                         | 1   | 2   | 3   | 4   | 5   | 6   | 7   |
| ------ | -------------------------- | ------------------------------------------------- | --- | --- | --- | --- | --- | --- | --- |
| 1953   | Eugenio Castellotti Lancia | Ferrari 340 Mexico Lancia D20 Lancia D23          | SEB | MIM | LEM | SPA | NÜR | RTT | CAP |
| 1953   | Eugenio Castellotti Lancia | Ferrari 340 Mexico Lancia D20 Lancia D23          |     | DNF |     |     | DNF |     | 3   |
| 1954   | Lancia                     | Lancia D24                                        | BUA | SEB | MIM | LEM | RTT | CAP |     |
| 1954   | Lancia                     | Lancia D24                                        |     | DNF | DNF |     | 3   |     |     |
| 1955   | Scuderia Ferrari           | Ferrari 121LM Ferrari 857S                        | BUA | SEB | MIM | LEM | RTT | TAR |     |
| 1955   | Scuderia Ferrari           | Ferrari 121LM Ferrari 857S                        |     |     | DNF | DNF | 6   | 3   |     |
| 1956   | Scuderia Ferrari           | Ferrari 410 Sport Ferrari 860 Monza Ferrari 290MM | BUA | SEB | MIM | NÜR | KRI |     |     |
| 1956   | Scuderia Ferrari           | Ferrari 410 Sport Ferrari 860 Monza Ferrari 290MM | DNF | 1   | 1   | 2   | DNF |     |     |
| 1957   | Scuderia Temple Buell      | Ferrari 290MM                                     | BUA | SEB | MIM | NÜR | LEM | KRI | CAR |
| 1957   | Scuderia Temple Buell      | Ferrari 290MM                                     | 1   |     |     |     |     |     |     |